# General Service Medal (1918)
La General Service Medal era una medaglia di campagna militare inglese coniata per ricompensare quanti avessero prestato i propri servizi in una campagna militare. 
La sua equivalente per la marina britannica fu la Naval General Service Medal (1915).

## Storia
La "General Service Medal" fu una medaglia creata per ricompensare quanti avessero prestato servizio all'interno di una campagna militare, inizialmente legata al periodo post bellico della prima guerra mondiale. La medaglia venne creata nel 1918 al termine del primo conflitto mondiale per poi continuare ad essere utilizzata per tutte quelle campagne militari che l'esercito britannico portò avanti dal 1918 sino al 1962, anno in cui la regina Elisabetta decise di sostituire questa medaglia con una nuova medaglia, la General Service Medal (1962), avente il medesimo scopo di ricompensare i partecipanti alle campagne belliche britanniche dal 1962 ai giorni nostri.

## Descrizione
La medaglia è costituita da un disco d'argento sul quale è raffigurata sul diritto l'effigie del re Giorgio V del Regno Unito rivolta verso sinistra, corredata dal titolo GEORGIVS V BRITT: OMN: REX ET IND: IMP: in latino. Dato che la medaglia rimase in utilizzo sino al 1962, i successori di Giorgio V cambiarono man mano la loro effigie sulla medaglia. Sul retro la medaglia presenta la figura della Vittoria alata con elmo Corinzio nell'atto di portare un tridente e reggente un insieme di emblemi del British Army (la spada) e della Royal Air Force (le ali).
Il nastro era viola con una striscia verde in centro.

### Varianti del diritto della medaglia

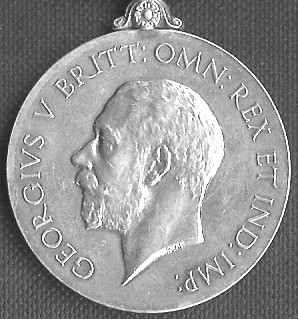
Re Giorgio V (1918–1930)
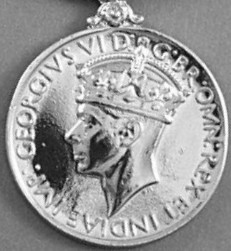
Re Giorgio VI INDIAE IMP(1937–1949)
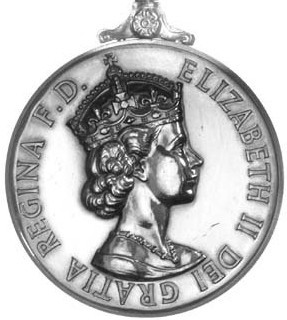
Regina Elisabetta II DEI GRATIA (1955–1962)

## Barrette
Nel 1918 vennero realizzate anche 17 barrette da applicare sulla medaglia, realizzate in metallo:
- South Persia
  - Servizio nel Bushire con il Maggiore Generale J.A. Douglas ed il Brigadiere Generale A.M.S. Elsmine dal 12 novembre 1918 al 22 giugno 1919
  - Servizio a Bandar Abbas col Maggiore Generale Sir. P. Sykes o il Luogotenente Colonnello E.F. Orton dal 12 novembre 1918 al 3 giugno 1919

- Kurdistan
  - A Kirburk o a nord della linea est-ovest di Kirburk tra il 23 maggio ed il 21 luglio 1919.
  - A Dohok o a nord della linea est-ovest d Dohok tra il 14 luglio ed il 7 ottobre 1919.
  - A nord delle basi avanzate presso Akra ed Amadia tra il 7 novembre ed il 6 dicembre 1919.

Il 1924 Army Order No. 387 e l'Army Instruction (India) No. 132 of 1925 estesero l'eleggibilità a queste barrette anche ad altre operazioni di copertura in Kurdistan:
- Operazioni sotto il Maresciallo dell'Aria Sir J.M. Salmond o il Colonnello Comandante B. Vincent tra il 19 marzo ed il 18 giugno 1923.
- Operazioni sotto il Comandante H.T. Dobbin tra il 27 marzo ed il 28 aprile 1923.

- Iraq
  - Servizio a Ramadi o a nord della linea est-ovest presso Ramadi dal 10 dicembre 1919 al 13 giugno 1920.
  - Insediamenti in Iraq tra il 1º luglio ed il 17 novembre 1920.

- N.W. Persia

Concessa ai membri della Noperforce (North Persia Force) e a quanti furono presenti su varie linee di comunicazione al servizio del Brigadiere Generale H.F. Bateman-Champain nel 1920.
- Southern Desert Iraq

Concessa dalla RAF per il suo servizio contro Akhwan nel Southern Desert, al comando del Commodoro dell'Aria T.C.R. Higgins tra l'8 ed il 22 gennaio 1928, o sotto il comando del Comandante dell'Aria E.R.C. Nanson tra il 22 gennaio ed il 3 giugno 1928.
- North Kurdistan

Per operazioni contro lo sceicco Admed d Barzan nell'area Diana – Erbil – Aqra – Suri e sulla frontiera turca settentrionale, tra il 15 marzo ed il 21 giugno 1932.
- Palestine

Per servizio nel mandato di Palestina tra il 19 aprile 1936 ed il 3 settembre 1939, durante la rivolta araba.
- S.E. Asia 1945–46

Concessa al personale inglese coinvolto nell'Asia sud orientale dopo la resa giapponese del 15 agosto 1945, per varie attività come per la guardia ai prigionieri giapponesi o il mantenimento della legge e dell'ordine.
- Bomb and Mine Clearance 1945–49

Concessa per un totale di 180 giorni di servizio attivo nel rimuovere mine e bombe nel Regno Unito tra il maggio del 1945 ed il settembre 1949. Elisabetta II estese poi l'elegibilità sino al 1956.
- Bomb and Mine Clearance 1945–56

Concessa per un totale di 180 giorni di servizio attivo nel rimuovere mine e bombe nel Regno Unito tra il 1945 ed il 1956.
- Palestine 1945–48

Parte della risoluzione della rivolta del 1936-9 che impose l'immigrazione di una parte degli ebrei che desideravano fare ingresso in Palestina. A questo fatto si opposero gli ebrei già residenti in Palestina e nel 1944 scoppiò una guerriglia contro le truppe britanniche, essenzialmente guidata dagli Irgun e dai Lehi. Mentre il servizio in questo conflitto prima del 1945 veniva conteggiato come servizio nell'ambito della Seconda Guerra mondiale, tra il 27 settembre 1945 (data di dichiarazione dello "stato d'emergenza") ed il 30 giugno 1948 (quando partì l'ultimo contingente militare britannico per il ritorno verso la madrepatria), i meritevoli ottennero questa onorificenza con questa specifica barretta.
- Malayisia

Per servizio in Malaysia ed a Singapore contro le forze della guerriglia comunista. tra il 16 giugno 1948 ed il 31 luglio 1960. Per la colonia di Singapore il period va dal 16 giugno 1948 al 31 gennaio 1959.
- Canal Zone

Concessa per 30 giorni di servizio continuo durante il periodo compreso tra l'ottobre 1951 e l'ottobre 1954 nell'area del Canale di Suez in Egitto.
- Cyprus

Nel 1956 il movimento cipriota per l'unione con la Grecia (chiamato "Enosis") iniziò a lavorare sotto la guida dell'arcivescovo Makarios e del generale George Grivas. Il generale guidò l'organizzazione della guerriglia EOKA contro le truppe inglesi che stazionavano sull'isola. Il conflitto fu sanguinoso e coinvolse 40.000 soldati inglesi per 4 anni.
- Near East

Questa barretta venne concessa per il servizio nel medio oriente nel periodo tra il 31 ottobre ed il 22 dicembre 1956. Questo è il conflitto a cui sovente ci si riferisce come Crisi di Suez o col suo nome in codice di Operation Musketeer.
- Arabian Peninsula

Per alcuni disaccordi terrieri sui diritti associati al petrolio, l'Imam di Oman si ribellò al sultano di Muscat. Dopo alcuni scontri iniziali, nel 1955 il sultano richiese l'assistenza delle forze inglesi. Grazie all'utilizzo delle forze inglesi fu possibile scovare i ribelli sulle montagne di Jebel Akhbar. Il periodo di qualifica per questa barretta era di 30 giorni tra il 1º gennaio 1957 ed il 30 giugno 1960, nella colonia di Aden o nel protettorato dei sultanati di Muscat e Oman, o in adiacenza al Golfo.
- Brunei

Per il servizio minimo di 1 giorno in operazioni collocate nello stato del Brunei, nel Borneo settentrionale o nel Sarawak tra l'8 ed il 23 dicembre 1962.

## Nastro

Nastro con foglia di quercia in bronzo (dal 1920 in poi)